# Parrocchie dell'arcidiocesi di Lecce
Le parrocchie dell'arcidiocesi di Lecce sono 75 e sono raggruppate in 4 vicarie.
Nell'elenco le parrocchie sono divise in vicarie e unità pastorali.

## Vicaria di Lecce
Elenco delle parrocchie:
- Chiese di Lecce:
  - Maria Santissima Assunta in Cattedrale
  - Santa Maria della Luce in S. Matteo
  - Santa Maria della Porta
  - Santa Maria delle Grazie in S. Rosa
  - San Lazzaro
  - San Giovanni Battista
  - Santissima Trinità in Santa Croce
  - Sacro Cuore
  - San Francesco da Paola
  - San Guido
  - Sant'Antonio di Padova a Fulgenzio
  - Santa Maria della Pace
  - San Pio X
  - Santa Maria dell'Idria
  - San Giovanni Maria Vianney
  - San Domenico Savio
  - Cuore Immacolato di Maria
  - San Sabino
  - San Bernardino Realino
  - Mater Ecclesiae in Castromediano
  - San Francesco D'Assisi
  - Santa Lucia
  - San Vincenzo de' Paoli
  - San filippo Smaldone
  - San Massimiliano Maria Kolbe
- Borgo San Nicola
  - San Nicola di Myra
- Frigole:
  - Santa Maria Goretti
- Torre Chianca:
  - Gesù Salvatore
- San Cataldo:
  - San Cataldo

## Vicaria di Monteroni di Lecce
Elenco delle parrocchie:
- Unità pastorale di Carmiano:
  - Maria Santissima Assunta
  - Sant'Antonio Abate
  - Maria Santissima Assunta (Magliano)
- Unità pastorale di Lequile:
  - Maria Santissima Assunta
  - Santo Spirito
  - Santa Maria delle Grazie (San Cesario di Lecce)
  - Sant'Antonio da Padova (San Cesario di Lecce)
  - Maria Santissima Assunta (San Pietro in Lama)
- Unità pastorale di Monteroni di Lecce:
  - Maria Santissima Assunta
  - Maria Santissima Ausiliatrice
  - Sacro Cuore di Gesù
  - Maria Santissima Assunta (Arnesano)
- Unità pastorale di Novoli:
  - Sant'Andrea Apostolo
  - Sant'Antonio Abate
  - Maria Santissima del Pane
  - Maria Santissima del Buon Consiglio (Villa Convento)

## Vicaria di Squinzano
Elenco delle parrocchie:
- Unità pastorale di San Pietro Vernotico:
  - Maria Santissima Assunta
  - Santi Angeli Custodi
  - San Giovanni Bosco
  - Maria Santissima Assunta (Torchiarolo)
- Unità pastorale di Squinzano:
  - San Nicola
  - Mater Domini
  - Maria Santissima delle Grazie
  - Maria Santissima Regina
  - Maria santissima Vergine di Fatima
  - Maria Santissima delle Grazie (Campi Salentina)
  - San Francesco d'Assisi (Campi Salentina)
  - Santa Maria del Popolo (Surbo)
  - Santa Lucia (Surbo)
  - Madonna della Fiducia (Surbo)
  - Maria Santissima Assunta (Trepuzzi)
  - San Michele Arcangelo (Trepuzzi)
  - Santa Famiglia di Gesù, Maria e Giuseppe (Trepuzzi)
  - San Filippo Smaldone (Trepuzzi)

## Vicaria di Vernole
Elenco delle parrocchie:
- Unità pastorale di Lizzanello:
  - Maria Santissima Addolorata
  - Santa Maria delle Grazie (Merine)
  - Maria Santissima Assunta (Cavallino)
- Unità pastorale di Melendugno:
  - Maria Santissima Assunta
  - Presentazione del Signore (Borgagne)
  - Maria Santissima Assunta (San Foca)
- Unità pastorale di Vernole:
  - Maria Santissima Assunta
  - Santa Maria della Neve (Acaya)
  - San Gregorio Nazianzeno (Acquarica di Lecce)
  - Maria Mater Domini (Pisignano)
  - Santa Maria ad Nives (Strudà)
  - Maria Santissima Assunta (Vanze)